# Palazzo Montecitorio

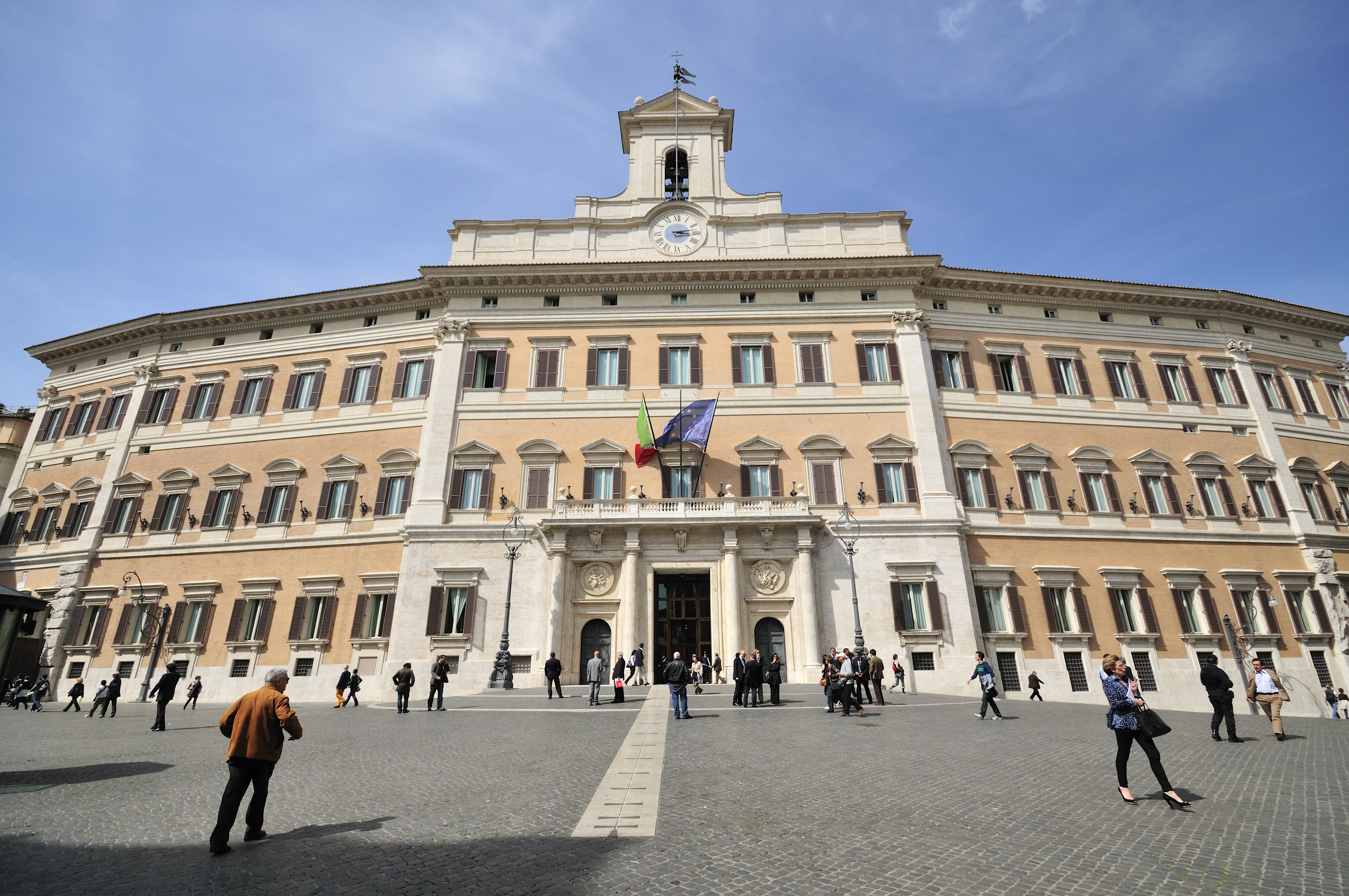
Palazzo Montecitorio

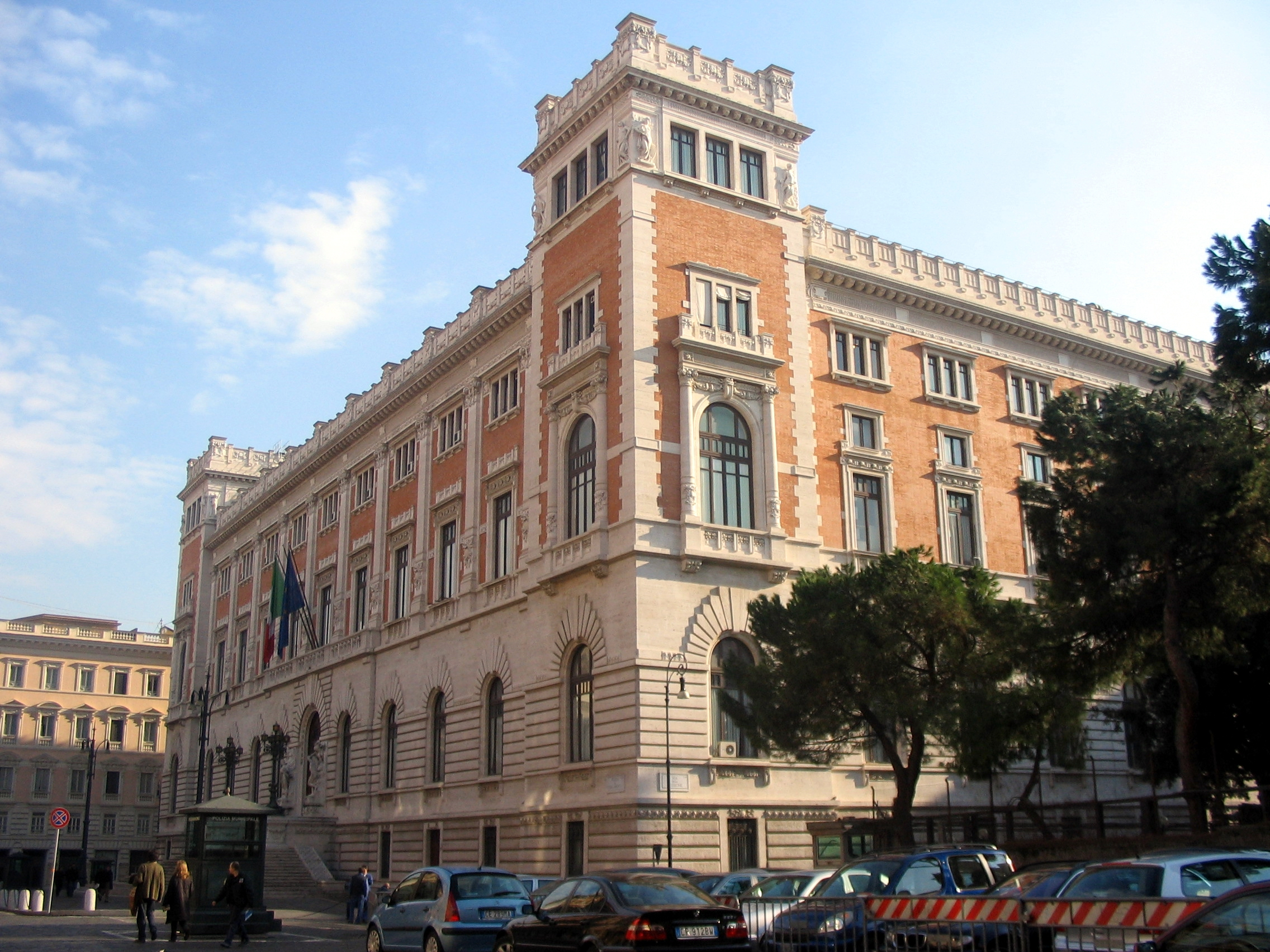
Der zur Piazza del Parlamento gelegene Neubau im Norden

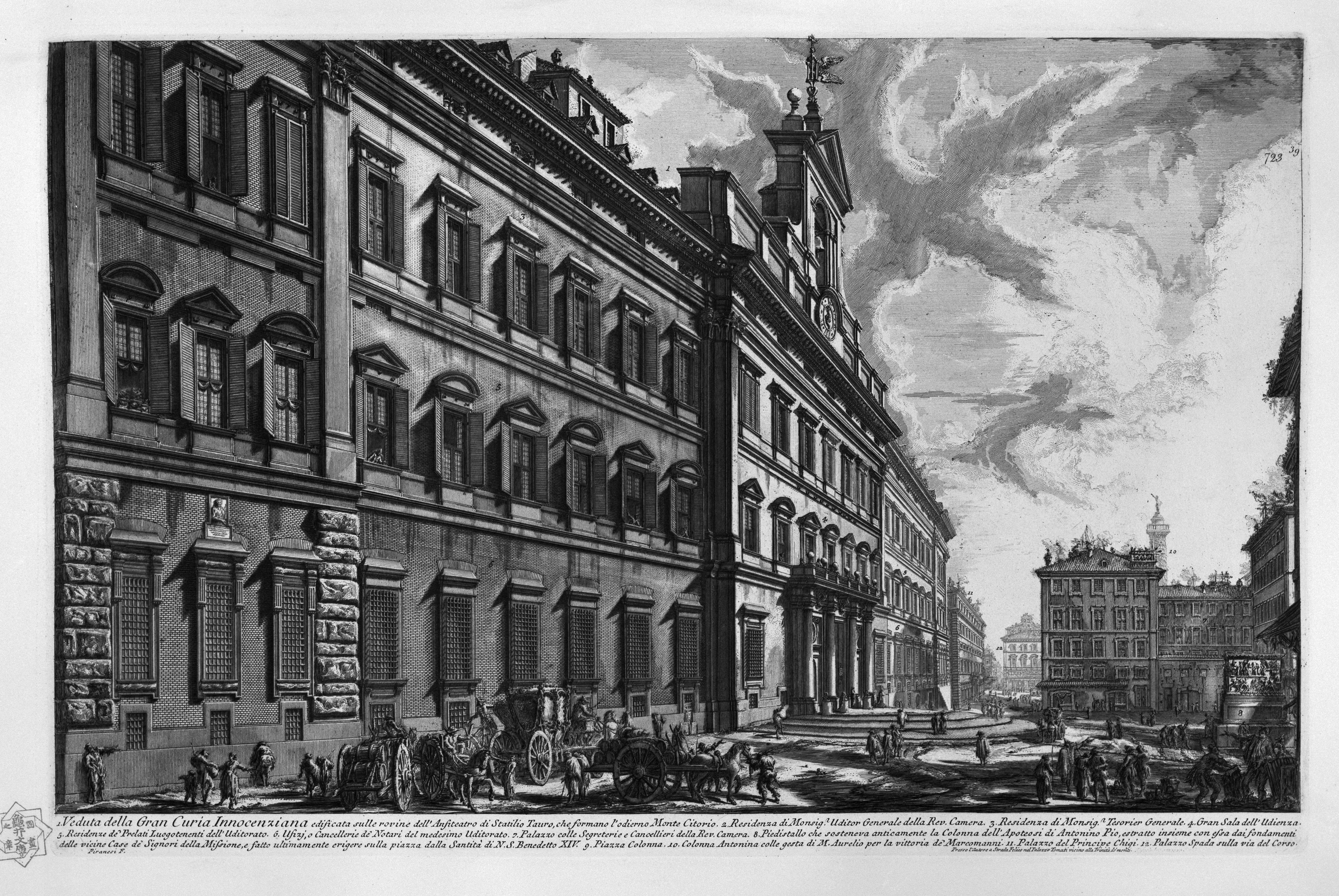
Der Palazzo Montecitorio im 18. Jahrhundert

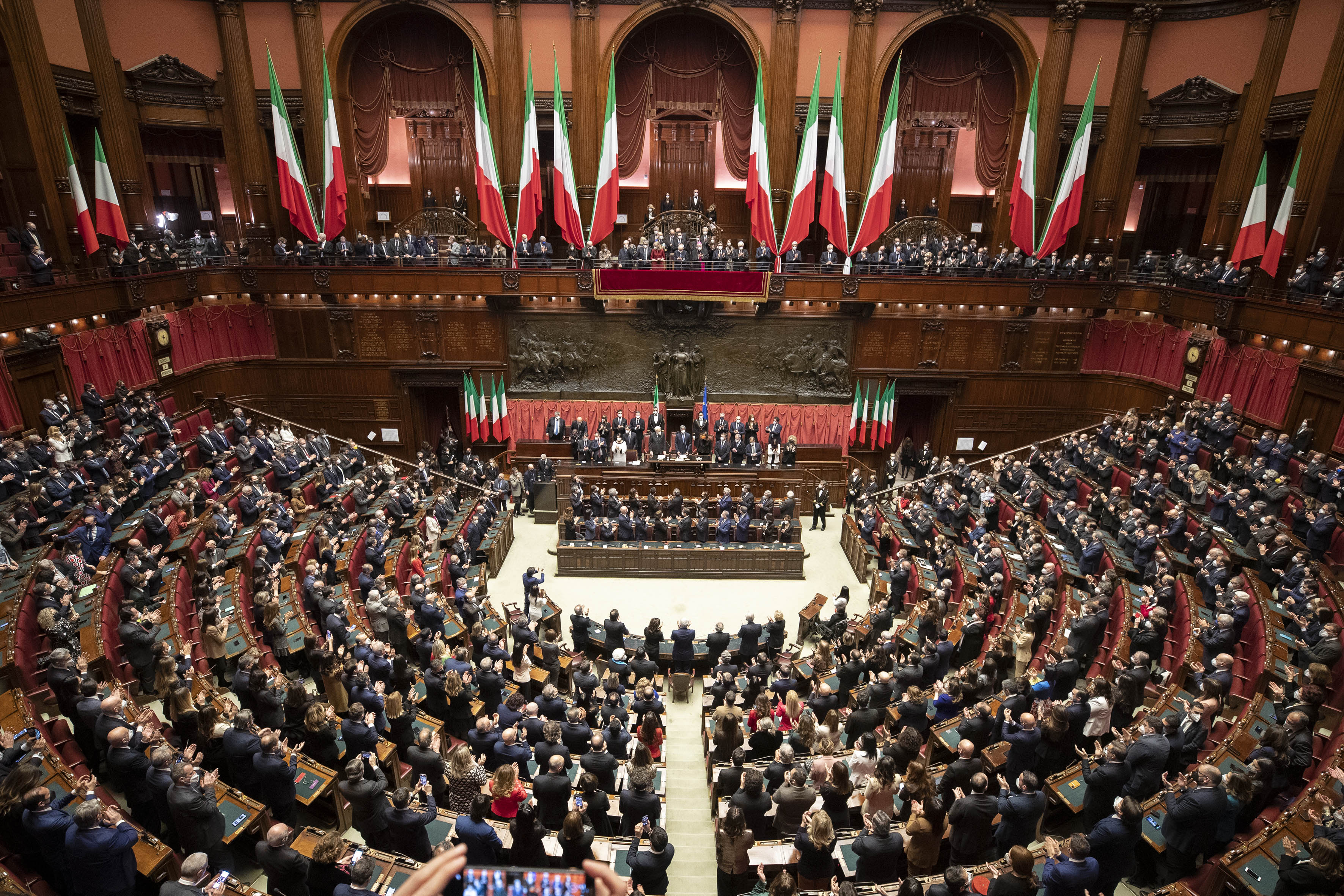
Der Plenarsaal

Der Palazzo Montecitorio [paˈlatt͡so montet͡ʃiˈtɔːrjo] (oder Palazzo di Montecitorio) ist ein Palast in Rom und seit 1871 Sitz der Abgeordnetenkammer des italienischen Parlaments.
Metonymisch ist in der italienischen Presse oft nur von Montecitorio die Rede, wenn die Abgeordnetenkammer (als Organ) gemeint ist.

## Lage
Der Palazzo befindet sich inmitten der Altstadt zwischen der Piazza Montecitorio im Süden und der Piazza del Parlamento im Norden, etwa 300 m westlich des Trevi-Brunnens und rund 300 m nordöstlich des Pantheons. Östlich grenzt an den Palazzo Montecitorio der Palazzo Chigi an, in dem sich der Amtssitz des italienischen Ministerpräsidenten befindet.
Auf der Piazza Montecitorio wurde vor der barocken Hauptfassade im Jahr 1792 der Obelisco di Montecitorio aufgestellt, der in der Antike zu dem in der Nähe gelegenen Horologium Augusti gehörte. Die Piazza Montecitorio wird im Osten durch den Palazzo Wedekind von der Piazza Colonna getrennt, auf der vor dem Palazzo Chigi die Mark-Aurel-Säule steht. Dieses Ensemble bildet heute das politische Zentrum Italiens.

## Geschichte
Die vom Palazzo Montecitorio eingenommene Fläche lag in der Antike auf dem Campus Martius in der regio IX. Der Palast erhebt sich an dem zu einem Denkmal gestalteten Ort des Ustrinums des Kaisers Mark Aurel und weiterer Mitglieder seiner Familie.
Die Etymologie des Palazzo Montecitorio ist bis heute unklar. Möglicherweise wurden in der Antike auf einem kleinen Hügel, dem mons citatorius, Wahlversammlungen abgehalten. Einer anderen Erklärung zufolge wurde auf dem mons acceptorius Bauschutt abgeladen.
Der Palast wurde seit dem Jahr 1650 nach einem Entwurf von Gian Lorenzo Bernini gebaut. Auftraggeber war Papst Innozenz X. 1694 wurde das Gebäude von Carlo Fontana im Stil des Barock vollendet.
Im Jahr 1696 wurde der Palazzo Montecitorio zum Sitz der päpstlichen Gerichtshöfe (Curia apostolica). Zeitweise waren darin auch andere Behörden untergebracht.
Im September 1870 beseitigte das Königreich Italien den restlichen Kirchenstaat und erklärte Rom zur Hauptstadt des im Risorgimento vereinten Landes. Nachdem man unter anderem die Paläste auf dem Kapitol und den Palazzo Venezia geprüft und als künftigen Sitz des Parlaments ausgeschlossen hatte, wählte man den Palazzo Montecitorio als neuen Sitz der Abgeordnetenkammer aus. Der in einem Innenhof relativ rasch erbaute und am 27. November 1871 eingeweihte Plenarsaal erwies sich insbesondere in den Bereichen Akustik und Raumklima als ungeeignet, weswegen man ihn im Jahr 1900, auch wegen Baufälligkeit, ganz aufgab. Der von etlichen Parlamentariern geforderte Bau eines neuen, monumentalen Parlamentsgebäudes wurde aus Zeit- und Kostengründen abgelehnt. Wegen der anstehenden Um- und Ausbauten des Palazzo Montecitorio musste die Abgeordnetenkammer bis zum Ende des Ersten Weltkriegs einen provisorischen Sitzungssaal in der Via della Missione nutzen.
Mit der Neugestaltung des Palazzo Montecitorio wurde im Jahr 1902 Ernesto Basile beauftragt, einer der führenden italienischen Architekten der als Liberty bezeichneten italienischen Variante des Jugendstils. Basile ließ die barocke Hauptfassade Berninis im Süden unangetastet, riss jedoch 1906 die hinteren Flügel und Gebäudeteile ab. An ihrer Stelle entstand ein Liberty-Bau mit quadratischem Grundriss und vier markanten Türmen. In der Mitte des Anbaus errichtete man den neuen, am 20. November 1918 eröffneten Plenarsaal, in dem sich Malereien von Giulio Aristide Sartorio befinden sowie ein von Giovanni Beltrami gestaltetes Dachfenster und ein großes Bronzerelief von Davide Calandra. Die von Basile entworfene Wandelhalle wird bis heute allgemein als Transatlantico bezeichnet, weil deren Innenausstattung eine Baufirma aus Palermo übernahm, die hauptsächlich Passagierschiffe ausstattete. Der Transatlantico ist für informelle politische Gespräche und Abkommen bekannt geworden. Im Palazzo Montecitorio befinden sich zahllose Gemälde, Stiche, Statuen und andere Kunstwerke.